# Тетеревка (приток Тетерева)
Те́теревка (укр. Тетерівка) — река на Украине, протекает по территории Чудновского района Житомирской области, правый приток Тетерева (бассейн Днепра).
Длина — 27 км. Площадь бассейна — 244 км². Уклон — 2,2 м/км. Речная долина шириной 1,6 км. Пойма шириной до 200 м. Русло извилистое, шириной до 2 м. Используется для хозяйственных нужд. На реке создано несколько прудов, самый большой из которых — в селе Бейзимовка.
Тетеревка берет начало восточнее села Буряки. Течёт в северо-западном направлении. Впадает в Тетерев на южной окраине села Волосовка.
На реке находится пгт Иванополь.